# Египетско-ливийские отношения
Египетско-ливийские отношения — двусторонние дипломатические отношения между Египтом и Ливией. Протяжённость государственной границы между странами составляет 1115 км.

## История

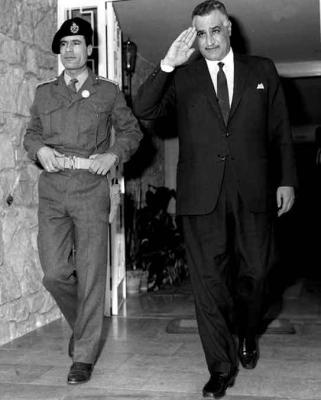
Муаммар Каддафи и Гамаль Абдель Насер на встрече в 1969 году.

С 1969 года было семь попыток объединения арабских государств, из которых шесть было начато по инициативе Ливии. 27 декабря 1969 года лидер Ливии Муаммар Каддафи присоединился к Египту и Судану при подписании Хартии Триполи, в которой содержались положения по созданию федерации арабских стран. В 1970 году умер президент Египта Гамаль Абдель Насер, переговоры по интеграции с Ливией были продолжены его преемником Анваром Садатом. Затем, президент Сирии Хафез Асад присоединился к обсуждению планов по объединению арабских государств. В апреле 1971 года Муаммар Каддафи, Анвар Садат и Хафез Асад объявили о создании федерации с участием Ливии, Египта и Сирии. Главы государств подписали проект конституции, который был принят подавляющим большинством голосов на референдумах в трех странах. 1 января 1972 года Анвар Садат был назначен первым президентом совета, который должен был стать руководящим органом Федерации Арабских Республик (ФАР). Был разработан план для обеспечения полномасштабного слияния, затрагивающий правовую систему, законодательство, вооружённые силы и внешнюю политику всех трех стран. Вместе с тем, дальше принятия общего плана и озвучивания целей по углублению интеграционных процессов развитие ФАР не состоялось.
Для Муаммара Каддафи ФАР стала шагом на пути к достижению конечной цели: всеобъемлющего союза стран Арабского мира. Несмотря на то, что он оставался самым горячим сторонником существования Федерации Арабских Республик, Муаммар Каддафи никогда не одобрял взгляды египетских и сирийских политиков на взаимоотношения с Израилем. Тем не менее, Муаммар Каддафи начал переговоры с Анваром Садатом о полном политическом союзе между Египтом и Ливией, который объединил бы эти соседние страны в единое государство в рамках проекта ФАР. Население Египта составляло 34 миллиона человек, а Ливии менее 2 миллионов человек. Но ежегодный доход Ливии на душу населения был в 14 раз больше, чем в Египте. Ливийские бюджетные резервы в 1972 году были оценены более чем в эквиваленте 2,5 млрд. долларов США, что превышало примерно в десять раз сумму, имеющуюся у Египта.
В августе 1972 года Анвар Садат заявила о поддержке плана Муаммара Каддафи по объединению государств. Однако, вскоре возникли серьезные разногласия по поводу дальнейшего видения союза, в том числе личного характера между лидерами обоих государств. Муаммар Каддафи призывал к немедленному объединению, а Анвар Садат настаивал на поэтапной интеграции и более тщательной подготовки к объединению. В 1973 году Муаммар Каддафи заявил, что готов уйти в отставку с должности главы государства, если его уход сможет сподвигнуть Анвара Садата продолжить объединение двух стран. Затем, Муаммар Каддафи организовал поход в Каир примерно 30 000 ливийцев, чтобы продемонстрировать поддержку ливийского народа в отношении объединения государств, но безрезультатно. 1 сентября 1973 года, когда Анвар Садат фактически поставил крест на объединении Ливии и Египта, что не стало удивительным событием, так как в обществе идеи объединения не были популярны. Оппозиционные египетские деятели заявляли об исторической антипатии между египтянами и ливийцами, а также считали, что две политические системы несовместимы, так как Египет был значительно более демократичным и светским государством, чем Ливия.
Муаммар Каддафи считал, что сочетание богатства Ливии с рабочей силой и военным потенциалом Египта смогли бы сыграть ключевую роль в противостоянии Арабского мира против Израиля. Например, ливийские военные самолеты были тайно переданы египетским военно-воздушным силам и впоследствии участвовали в Войне Судного дня. Однако эта война с Израилем оказалась переломной в отношениях между Египтом и Ливией. Совместная египетско-сирийская операция стала неожиданностью для Муаммара Каддафи, который не был посвящен в детали военной кампании. Ливийский лидер был поражен этим фактом, так как тратил ресурсы страны на Войну на истощение а также тем фактом, что Анвар Садат подписал соглашение о прекращении огня после успешного израильского контрнаступления. Он обвинил египетского лидера в трусости и намеренном саботаже деятельности ФАР. В ответ Анвар Садат заявил, что благодаря его вмешательству в 1973 году было предотвращено нападение ливийской подводной лодки на британский лайнер, на борту которого была израильская туристическая группа в Средиземном море. После этого отношения между двумя лидерами стали резко негативными, что фактически привело к провалу переговоров об объединении.
В середине 1970-х годов Муаммар Каддафи занялся реформой вооружённых сил, что стало возможным благодаря высоким нефтяным доходам после 1973 года. Он хотел занять важную роль в разрешении конфликтов Ближнего Востока, основываясь на военной мощи и растущим беспокойством арабских стран политикой Анвара Садата. Муаммар Каддафи обратился за поставкой вооружений к Советскому Союзу, с которым старался наладить близкие отношения, а Анвар Садат тем временем стал склоняться к мирному решению арабо-израильского конфликта. Взаимная неприязнь между Анваром Садатом и Муаммаром Каддафи, а также обвинения Египта в том, что Ливия занимается подрывной деятельностью привели к тому, что в июле 1977 года между странами началась война. Египетские войска вторглись на территорию Ливии, однако дипломатическое вмешательство Алжира привело к прекращению боевых действий. В результате войны тысячи египтян покинули Ливию, они были заняты в нефтяной промышленности, сельском хозяйстве, торговле и образовании, что привело к проблемам в экономике Ливии.
В ноябре 1977 года Анвар Садат посетил Иерусалим, а также подписание Кэмп-Дэвидских соглашений с Израилем в сентябре 1978 года, привели к резко негативной реакции Ливии. Ливия разорвала дипломатические отношения с Египтом, а затем в декабре 1977 года стала формировать антиегипетский фронт среди арабских стран. Сирия, Алжир, Народная Демократическая Республика Йемен (Южный Йемен) и Организация освобождения Палестины (ООП) поддержали Муаммара Каддафи и выступили против мирных инициатив Анвара Садата. Муаммар Каддафи считал изоляцию Египта наказанием, так как он категорически отвергал мирное решение конфликта с Израилем. Впоследствии Муаммар Кададфи смягчил свою риторику в интересах установления единства между арабскими государствами, но продолжал негативно относиться к Анвару Садату и его преемнику Хосни Мубараку. В конце 1985 года и начале 1986 года президент Египта Хосни Мубарак не стал уступать давлению Соединённых Штатов Америки и не предпринимал недружественных действий по отношению к Ливии.
В целом, под руководством президента Египта Хосни Мубарака отношения с Ливией начали неуклонно улучшаться. Ливия согласилась вновь открыть свой рынок труда для египетских рабочих. В июле 1998 года по сообщениям СМИ Хосни Мубарак прибыл в Ливию с визитом, для переговоров с Муаммаром Каддафи. В 2001 году был создан совместный высший египетско-ливийский комитет, что привело к подписанию нескольких соглашений о сотрудничестве в коммерческой, экономической и инвестиционной областях.
В 2011 году в Ливии началась Гражданская война, правительство Египта распорядилось закрыть границу между странами. После событий Арабской весны отношения между Египтом и Ливией вступили в неспокойную фазу, так как стали возникать споры, связанные с обеспечением безопасности и ростом террористической активности. Летом 2014 года на территории Ливии снова вспыхнула Гражданская война, многочисленные вооружённые группировки боролись за контроль над различными регионами государства. Эта ситуация негативно сказывалась на соседнем Египте. Ливийские исламисты были замечены в продаже оружия джихадистам, действующим на территории Синайского полуострова. В 2014 году правительство США обвинило власти Египта и ОАЭ в нанесении ракетных ударов по столице Ливии — Триполи, что было опровергнуто властями этих стран. В июне 2017 года президент Египта Абдул-Фаттах Халил Ас-Сиси распорядился нанести удар по вооружённым группам на территории Ливии в ответ на террористические акты против христиан на территории Египта.

## Торговля
С 2005 по 2007 год товарооборот между странами продемонстрировал стремительный рост: с 191 млн до 267 млн. долларов США.